# Club Deportivo Nacional
El Club Deportivo Nacional és un club de futbol mexicà de la ciutat de Guadalajara, que actualment juga a les categories inferiors mexicanes.

## Història
Els orígens del club se situen el 1916 al barri de Mexicaltzingo de la ciutat de Guadalajara, on fou fundat a partir d'un altre club de la ciutat anomenat Standard. Ingressà a la lliga de Jalisco el 1919 a la segona categoria, ascendint el 1922 a primera a coronar-se campió de segona. Fou un dels grans del futbol amateur de Jalisco, proclamant-se set cops campió de lliga.
Amb el naixement de la lliga professional el 1943, el Nacional fou enquadrat a la segona divisió mexicana. La temporada 1960-1961 es proclamà campió de segona i aconseguí ascendir a primera per primer cop. Romangué a la categoria quatre temporades, fins al 1964-1965, destacant una segona posició en la 1962-1963. A partir d'aquesta temporada el club restà a les categories inferiors del futbol mexicà.

## Palmarès

### Tornejos nacionals

#### Era amateur
- Lliga Amateur de Jalisco (7) 1925-1926, 1926-1927, 1930-1931, 1931-1932, 1933-1934, 1936-1937, 1938-1939

#### Era professional
- Segona divisió mexicana: 1960-1961
- Copa México de segona divisió 1958[1]
- Campeón de Campeones de segona divisió 1958